# Johann Walhoff

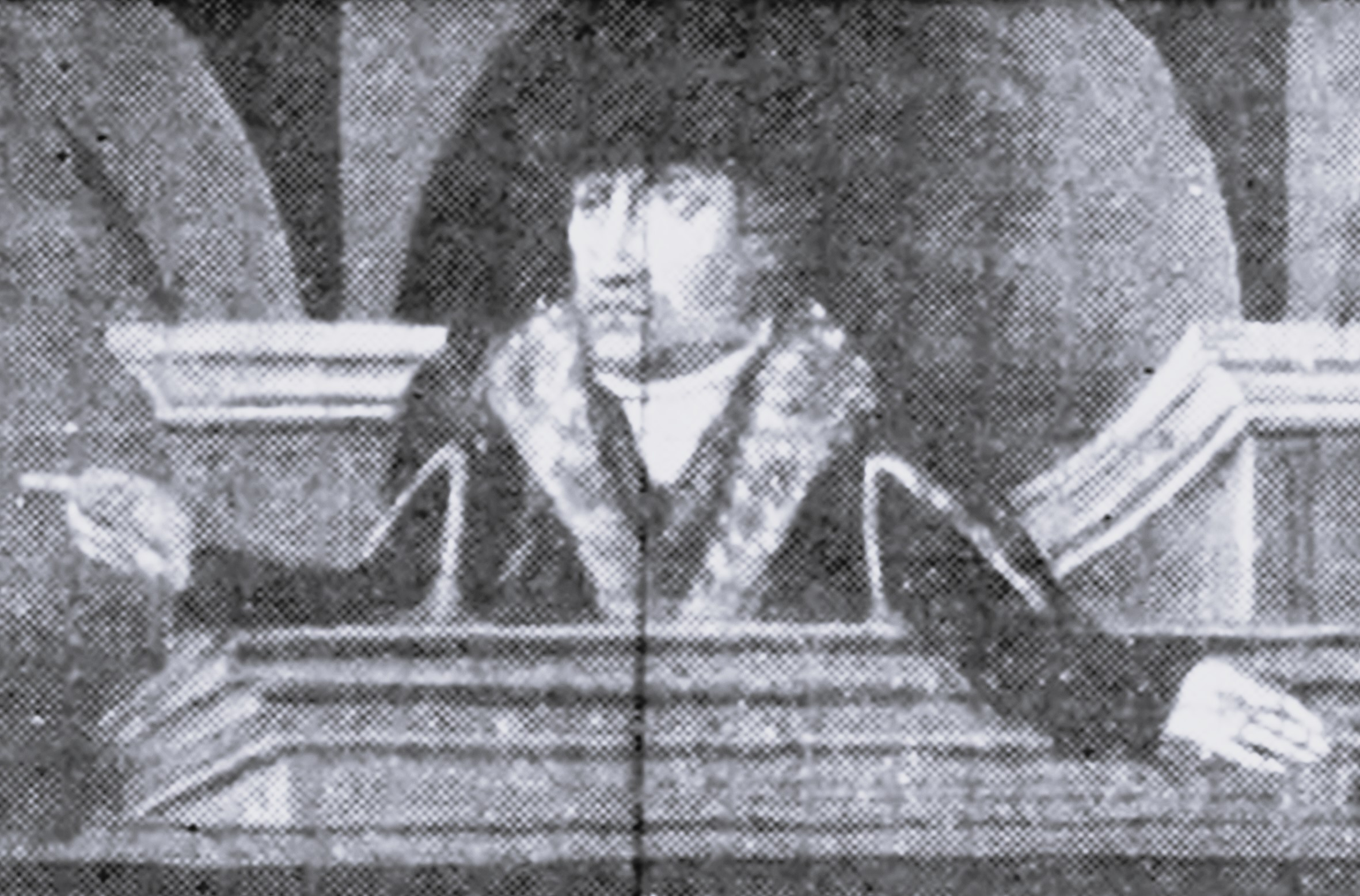
Johann Walhoff

Johann Walhoff (* 1495 in Lübeck; † 1543 ebenda) war ein deutscher Reformator.

## Studium
Walhoff nahm im April 1513 ein Studium an der Universität Rostock auf, das er mit dem akademischen Grad eines Bakkalaureus der Theologie abschloss. Schon während seiner Studienzeit hatte er 1514 eine Vikarie an der Lübecker Marienkirche inne. Nach seiner Rückkehr nach Lübeck bekleidete er an dieser Kirche das Amt des Kaplans.

## Wirken als Reformator
1528
Im März 1528 hielt Walhoff lutherisch beeinflusste Predigten und drohte dem Domkapitel zugleich seinen Rücktritt an, falls man diese Predigttätigkeit nicht zusätzlich entlohnen würde. Da Walhoff ein bei seiner Gemeinde außerordentlich beliebter Geistlicher war, bei dessen Rücktritt man Unruhen befürchtete, wurde Walhoffs Wünschen stattgegeben.
Im April desselben Jahres übernahm Walhoff die Vertretung seines lutherischen Gesinnungsgenossen Andreas Wilms als Domprediger während dessen Reise nach Wittenberg. Nach Wilms’ Rückkehr wurde fortan auch Walhoff vom Lübecker Domkapitel und dem Rat Misstrauen entgegengebracht. Er wurde zusammen mit Wilms ermahnt, sich künftig lutherischer Äußerungen in seinen Predigten zu enthalten. Am 2. August jedoch hielt Walhoff in der Marienkirche eine offen lutherische Predigt und sorgte damit für erheblichen Zulauf zu den Lutheranern. Rat und Kapitel begannen hierauf die Absetzung Walhoffs zu beraten. Die Nachricht von diesem Vorhaben rief bedrohliche Unruhe in der Bevölkerung hervor, so dass Walhoff selbst am 23. August in einer Predigt ausdrücklich Gehorsam gegenüber der Obrigkeit anmahnte; in der Nachmittagspredigt desselben Tages griff er jedoch die Kirche und ihre als irrig empfundenen Lehren und Bräuche scharf an. Diese und folgende ähnliche Äußerungen ließen ihn in den Augen von Rat und Domkapitel zu einem unkalkulierbaren Risikofaktor werden, aber wegen seiner Beliebtheit schreckt man vor einer Absetzung noch zurück.
Erst am 30. Dezember, nachdem er erneut eine lutherische Predigt in der Marienkirche gehalten hatte, kamen der Rat und Bischof Bockholt überein, Walhoff die Predigterlaubnis zu entziehen und zu beurlauben.
1529
Im Frühjahr verließ Walhoff Lübeck und ging nach Kiel, wo nach der Vertreibung Melchior Hofmanns zuverlässige lutherische Prediger benötigt wurden.
Nach seinem Weggang verlangten in Lübeck Lutheraner seine Rehabilitierung und Rückberufung. Der Lübecker Singekrieg der folgenden Monate stellte auch eine Protestäußerung dar, mit der die Bürger ihren Unwillen bekundeten und die Rückkehr von Wilms und Walhoff forderten. Der Rat und die Kirche, deren Position zunehmend unsicher wurde, da immer mehr Bürger und auch Geistliche sich zum Luthertum bekannten, gaben dem Druck schließlich am 18. Dezember nach und riefen Walhoff zugleich mit Wilms nach Lübeck zurück, mit der Auflage, bei seinen Predigten alles zu vermeiden, was Uneinigkeit und Aufruhr verursachen könnte. Aus Anlass der Rückberufung sandte Martin Luther beiden einen eigens verfassten Hirtenbrief, in dem er sie in ihrer Arbeit bestärkte.
1530
Am 7. Januar 1530 wurde Johann Walhoff und Andreas Wilms im Lübecker Rathaus in Anwesenheit eines Bürgerausschusses und aller vier Bürgermeister ihre Berufung verlesen. Zugleich wurden ihnen die detaillierten Auflagen verkündet, unter denen sie fortan lutherisch predigen sollten. Besonders wurde ihnen untersagt, an den Riten der Messe Änderungen vorzunehmen, so lange der über die Zulässigkeit solcher Neuerungen beratende Reichstag zu keiner Entscheidung gekommen war. Insbesondere durch auf Deutsch gehaltene Messen befürchteten Rat und Klerus der Stadt weitere Unruhen. Diese Beschränkungen entsprachen nicht den Wünschen der lutherischen Gemeinden. Dennoch hatte Walhoff nun die Freiheit, in seiner neuen Position als Prediger zu St. Marien weitgehend offen die lutherische Lehre zu verkünden. Seine und Wilms’ Predigten verschafften dem Luthertum in Lübeck erheblichen Auftrieb.
Walhoff nutzte gemeinsam mit Wilms die veränderte Situation, um weitere Geistliche auf die Seite des Luthertums zu ziehen. Von der Kirche neu eingesetzte Kleriker, die sich weigerten, auf evangelische Art zu predigen, nötigte er zur Aufgabe ihrer Tätigkeit oder zum Verlassen der Stadt, indem er ihnen androhte, sie ansonsten scharf in seinen Predigten anzuprangern. Auch ignorierte Walhoff die auferlegten Einschränkungen; am 1. Mai etwa hielt er zusammen mit Wilms die Messe im Dom vollständig in deutscher Sprache ab.

Johann Walhoffs Epitaph (1942 vernichtet)

Walhoffs Aktivitäten trugen dazu bei, dass der Rat im Verlaufe des Jahres seine anfangs noch deutlich ablehnende Haltung gegenüber der lutherischen Lehre stückweise aufgab und während der Verhandlungen mit der mehrheitlich evangelischen Bürgerschaft schließlich eine völlige Kehrtwende vollzog, als seine bisherige Position unhaltbar wurde. Am 30. Juni 1530 wurde die Reformation durch Ratsbeschluss offiziell in Lübeck eingeführt.
Walhoff bleibt bis zu seinem Tod im Jahre 1543 evangelischer Prediger der Marienkirche. Das einzige bekannte Bildnis, sein 1942 verbranntes Epitaph in der Lübecker Marienkirche, zeigt ihn in dieser Funktion bei Abhaltung einer Predigt.